# Brânză de Suhaia

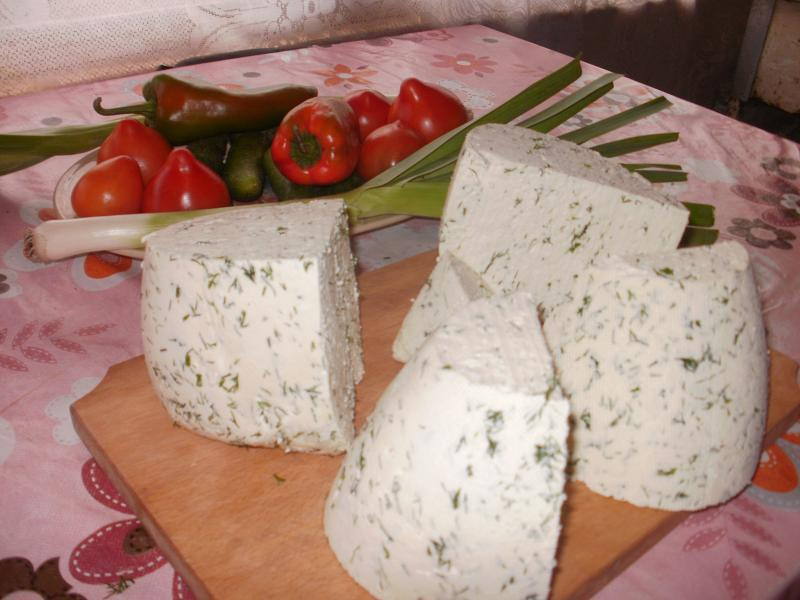
Brânză de Suhaia cu mărar

Brânza de Suhaia este un produs lactat de tip brânză maturată în saramură, preparat în teritoriile limitrofe comunei Suhaia și, preponderent, în comuna Suhaia, Teleorman. În afară de varianta simplă, se produc specialități cu mărar, busuioc sau ardei. 

## Descriere
Culoarea brânzei este albă, până la slab gălbuie, în funcție de conținutul în grăsime al laptelui-materie primă, precum și de rasa și specia animalului de la care provine laptele, pasta fiind fără desen, cu puține găuri de fermentare și mici spații de presare, iar gustul este potrivit de sărat, având un miros de fermentație lactică. Caracterul tradițional al produsului este dat de prelucrarea laptelui crud integral, fără smântânire sau normalizare, cu respectarea tehnologiei și a normelor de fabricație, zvântare, maturare și depozitare.
Brânza de Suhaia se prezintă fie sub formă de bucăți paralelipipedice, având masa de circa 1 kg, fie sub formă de bucăți triunghiulare cu masa de cca. 0,5 kg, cu suprafața netedă, curată și fără coajă, putând însă prezenta urme de sedilă.

## Producție
Brânza de Suhaia este produsă dintr-un amestec de 75% lapte de vacă și 25% de capră, proaspăt muls, obținut de la animale furajate pe pășuni fertilizate natural și cu compoziție floristică specifică zonei de câmpie și de lunca Dunării. Fabricarea produsului din amestec de lapte de capră și vacă se face numai în perioada de vară, fiind o producție sezonieră, în timp ce din laptele de vacă se fabrică pe toată perioada anului.
Particularitatea distinctivă a acestui tip de brânză o reprezintă faptul că produsul este supus operațiilor tehnologice de sărare umedă, respectiv uscată, ceea ce conferă nu numai un gust aparte, ci și o durată de păstrare mai îndelungată. 
Pentru producerea acestui tip de brânză, prima etapă este obținerea cașului. Laptele crud este strecurat și colectat într-un vas de inox. După adăugarea cheagului, se amestecă și se lasă în repaus pentru coagulare. După formarea coagulului, acesta se sparge și se elimină apa. Coagulul este plasat pe un suport numit crintă, căptușit cu sedilă și prevăzut cu un orificiu pentru scurgerea zerului. Apoi, se realizează sărarea uscată și umedă a brânzei, sărarea fiind practic cea care conferă brânzei de Suhaia proprietățile gustative caracteristice. 